# Lingvistică teoretică
Lingvistica teoretică este ramura lingvisticii care se ocupă cu modelarea cunoștințelor lingvistice. Această abordare implică găsirea și explicarea universaliilor lingvistice, care sunt proprietăți pe care toate limbile le au în comun. Domeniile de studiu considerate în general ca nucleu al lingvisticii teoretice sunt sintaxa, fonologia, morfologia și semantica. Fonologia este adesea confundată cu fonetica, care, ca și psiholingvistica și sociolingvistica, sunt rareori considerate a fi parte a lingvisticii teoretice. Lingvistica analogică, dezvoltată de Philippe Monneret, poate fi considerată o ramură a lingvisticii teoretice.
Lingvistica teoretică este ramura lingvisticii care se interesează de natura limbajului însuși și caută să răspundă la întrebări fundamentale cum ar fi: Ce este limba?; Cum funcționează?; Cum funcționează gramatica universală (UG) ca organ mental specific domeniului?; Care sunt proprietățile sale unice?; Cum se raportează limbajul la alte procese cognitive?; etc. Aceste întrebări stabilesc legături ale lingvisticii teoretice cu filosofia limbajului și psihologie cognitivă. 
Lingviștii teoreticieni sunt interesați in principal de construirea modelelor de cunoaștere lingvistică și, în cele din urmă, de dezvoltarea unei teorii lingvistice. Deși fonetica ghidează adesea fonologia, ea este adesea exclusă din domeniul lingvisticii teoretice, precum și sociolingvistica. Lingvistica teoretică implică și căutarea unei explicații a universaliilor lingvistice, adică a proprietăților pe care toate sau mai multe limbi le au în comun.
Lingvistica teoretică modernă are o orientare logico-matematică, pe baza calculului predicatelor.